# Bassaniodes socotrensis
Espèce
Bassaniodes socotrensis est une espèce d'araignées aranéomorphes de la famille des Thomisidae.

## Distribution
Cette espèce est endémique de Socotra au Yémen.

## Description
La femelle holotype mesure 7,0 mm.

## Étymologie
Son nom d'espèce, composé de socotr[a] et du suffixe latin -ensis, « qui vit dans, qui habite », lui a été donné en référence au lieu de sa découverte, Socotra.

## Publication originale
- Pocock, 1903 : Arachnida. The Natural History of Sokotra and Abd-el-Kuri, Special Bulletin of the Liverpool Museum, p. 175-208 (texte intégral).